# Тукири, Лоте
Ло́те Даула́ко Туки́ри (англ. Lote Daulako Tuqiri, родился 23 сентября 1979 в Суве) — австралийский и фиджийский игрок в регби и регбилиг, выступавший на позиции крайнего трёхчетвертного. Двукратный победитель Национальной регбийной лиги, серебряный призёр чемпионата мира по регби.

## Карьера
Лоте Тукири родился на Фиджи в 1979 году и до пятнадцатилетнего возраста жил там. В 1991 году его семья переехала в Австралию и поселилась в пригороде Брисбена, где Лоте начал профессиональную карьеру.
Первоначально Тукири играл в регбилиг (регби-13). В 1999 году он дебютировал в Национальной регбийной лиге в составе «Брисбен Бронкоз» и получил по итогам сезона звание лучшего новичка года. В 2000 году Лоте помог своей команде выиграть титул в НРЛ и был вызвал в состав сборной Фиджи по регбилиг на чемпионат мира в Англии, а также был выбран капитаном команды. На чемпионате мира фиджийцы не смогли выйти из группы, но Тукири стал лучшим в сборном по количеству попыток и по набранным очкам.
В 2001 году Тукири дебютировал в сборной Австралии по регбилиг. В своём дебютном матче в сборной против новозеландцев он занёс попытку и помог своей команде одержать победу со счётом 28-10. В 2002 году Лоте стал лидером «Брисбен Бронкоз» по попыткам.
В 2003 году Лоте Тукири принял решение перейти из регбилиг в классическое регби. Он сразу же был выбран в состав сборной на домашний чемпионат мира. В матче группового этапа с Румынией он заработал свою первую попытку в составе «воллабис», а в матче с Намибией, который австралийцы выиграли 142-0, Лоте сделал хет-трик. В финале чемпионата мира Тукири уже на шестой минуте совершил попытку, которая стала для австралийцев единственной в игре, а в итоге они проиграли англичанам 17-20 благодаря дроп-голу Джонни Уилкинсона в овертайме.
В 2006 году вместе со сборной Австралии по регби-7 Тукири участвовал в Играх Содружества, но австралийцы остались без медалей, проиграв в полуфинале новозеландцам, а в матче за бронзу — фиджийцам.
На чемпионате мира 2007 года во Франции Тукири как и 4 года назад занёс попытку англичанам (на этот раз в четвертьфинале), но вновь австралийцы проиграли 10-12 из-за блестящей игры Уилкинсона и покинули турнир.
В 2010 году Лоте Тукири вернулся в регбилиг, подписав контракт с сиднейской командой Национальной регбийной лиги «Уэстс Тайгерс», за которую отыграл 4 сезона. В 2014 году в составе «Саут Сидней Рэббитоуз» Тукири второй раз в карьере выиграл чемпионский титул в НРЛ, после чего завершил карьеру.